# Ken Tamplin
Ken Tamplin (11 dicembre 1963) è un cantante e chitarrista statunitense, noto per la sua estensione vocale. Ha composto musica per la televisione e i film.

## Carriera
Tamplin è uno dei membri fondatori del gruppo Shout, insieme a Chuck King. È anche il vincitore di quattro GMA Dove Award, incluso l'album Hard Music dell'anno ai 24th GMA Dove Awards nel 1993, per il suo album Tamplin.
Nel 2001 Tamplin ha prodotto l'album Make Me Your Voice, con il cantante gospel Andraé Crouch, per aiutare a raccogliere fondi per i gruppi cristiani che lavorano in Sudan.
Tamplin gestisce anche la "Ken Tamplin Vocal Academy". Gli studenti includono Gabriela Gunčíková, che in seguito ha avuto successo con la Trans-Siberian Orchestra e per rappresentare la Repubblica Ceca all'Eurovision Song Contest 2016.

## Filmografia parziale

### Cinema
- Inspector Gadget, regia di David Kellog (1999)

### Televisione
- Sex and the City - serie televisiva
- Baywatch - serie televisiva
- Friends - serie televisiva
- Wall of Separation - serie televisiva
- Tosh.0 - serie televisiva

## Discografia

### Album
- 1984 – Joshua  – Surrender
- 1987 – Shout – It Won't Be Long
- 1988 – Shout – In Your Face
- 1989 – Angelica – Angelica
- 1989 – The Power Team – Take 'Em Back
- 1990 – Tamplin and Friends – An Axe to Grind
- 1991 – Ken Tamplin – Soul Survivor
- 1991 – Magdallan – Big Bang
- 1992 – Rock Of The 80's – Volume 1
- 1993 – Tamplin – Tamplin
- 1993 – Hollywood Hairspray – Volume 2
- 1994 – Shout – At The Top Of Their Lungs
- 1995 – Tamplin – In the Witness Box
- 1995 – Ken Tamplin – We the People
- 1995 – Ken Tamplin – Goin' Home
- 1996 – Magdallan – End Of The Ages
- 1997 – Ken Tamplin – Liquid Music Compilation
- 1997 – Ken Tamplin – The Colors of Christmas
- 1997 – Shout – Back
- 1998 – Major League Soundtrack – Back To The Minors
- 1999 – Ken Tamplin – Brave Days of Old
- 2001 – Ken Tamplin – Where Love Is
- 2001 – Ken Tamplin – Make Me Your Voice 1
- 2002 – Laudamus – Lost In Vain
- 2003 – Ken Tamplin and Friends – Wake the Nations
- 2004 – Ken Tamplin – Make Me Your Voice 2
- 2009 – Ken Tamplin – How Sweet the Sound (Spring Hill Music U.S.)
- 2011 – Ken Tamplin – Got You Covered Vol 1
- 2011 – Ken Tamplin – Got You Covered Vol 2
- 2011 – Ken Tamplin – Got You Covered Vol 3
- 2011 – Ken Tamplin – Got You Covered Vol 4
- 2011 – Ken Tamplin – Got You Covered Vol 5
- 2011 – Ken Tamplin – Got You Covered Vol 6
- 2012 – Ken Tamplin – Then Sings My Soul
- 2012 – Ken Tamplin – Superstar Medleys
- 2014 – Ken Tamplin – Ballads of Ken Tamplin Vol 1